# 몽염
몽염(蒙恬, ? ~ 기원전 210년)은 중국 전국시대 진나라의 관료이자 장군이다. 몽무의 아들이자 몽의의 형으로, 전국통일 이후에 오르도스 일대의 흉노를 몰아내고 만리장성의 건축 및 북방의 수비를 감독하였다. 이 일로 인하여 진 시황제의 신임을 얻고 그의 측근이 되어 권세를 누렸으나, 진 시황제 사후에 조고 등에게 모함을 당하여 태자 부소와 함께 자살하였다.

## 생애

### 출신
몽씨 가문은 본래 제나라(齊)에 거주하였으나, 몽염의 할아버지인 몽오가 진 소양왕을 섬겨 장군이 되면서 진나라(秦)에 거주하게 되었다. 몽염의 아버지인 몽무 또한 각기 진 시황제 시기에 장군이 되어 왕전과 함께 초나라를 멸망시키는 공을 세웠다.

### 전국통일
몽염은 일찍이 옥법(獄法, 형법)을 베워서 옥관(獄官)을 지냈으며 문학(文學)을 익히는 등 소송과 재판에 관한 일을 맡았다.
기원전 224년(진시황 23) 경, 몽염은 진나라의 젊고 용감한 장군이었던 이신(李信)과 함께 초나라(楚)를 공격하였다. 몽염과 이신은 각기 침(寢)과 평여(平與)에서 초나라 군대를 크게 격파하였으나, 이신이 언영(鄢郢)을 격파하고 성보(城父)에서 몽염과 합류하려다가 초나라 군대의 기습을 받고 크게 패하는 바람에 달아났다. 때문에 진 시황제는 이신과 몽염 대신에 왕전과 몽무에게 초나라 정벌을 지시하였다.
기원전 221년(진시황 26), 진나라의 장군 왕분과 이신 등이 제나라를 정복하고 전국통일을 완수하였다. 이때에 몽염 또한 장군이 되어 제나라를 격파하였으며, 그 공로로 내사(內史)에 임명되었다.

### 흉노정벌과 만리장성
기원전 215년(진시황 32), 진 시황제는 몽염에게 30만 군사를 거느리고 오늘날의 오르도스 일대인 하남(河南)을 점령하고 그 곳에 거주하던 흉노를 몰아내도록 하였다. 그리고 이듬해인 기원전 214년(진시황 33), 몽염은 흉노로부터 빼앗은 하남 땅에 44개 현을 설치하고는 임조(臨洮)에서 시작하여 요동(遼東)에 이르기까지 험준한 지형을 따라 만리장성을 쌓았다. 이후 몽염은 10여년 동안 북방을 방어하며 상군(上郡)에 주둔하였는데, 당시 몽염의 위세는 흉노를 두려움에 떨게 할 정도였다. 흉노의 왕이었던 두만선우는 진나라의 군세를 당해내지 못하고 오르도스에서 밀려나 북쪽으로 옮겨 살았다.
몽염의 공적으로 인하여 몽씨 가문은 진 시황제로부터 큰 신임을 얻게 되었다. 몽염은 나라의 바깥 일을 맡는 동안, 그 아우인 몽의 또한 상경(上卿)이 되어서 진 시황제과 같은 수레를 타고 다니며 그를 위해 충의와 신의로서 계책을 냈다. 때문에 장군과 재상들도 감히 몽염과 몽의 형제에게 맞설 생각을 하지 못하게 되었다.
이후 기원전 212년(진시황 35), 몽염은 진 시황제의 순행을 위하여 구원(九原)에서 감천(甘泉)에 이르기까지 1,800여 리에 걸친 직도(直道)를 만들면서 산을 깎고 계곡을 메우는 대공사를 벌였다. 그러나 이 길은 끝내 완성되지 못하였다. 한편 이 때에 시황제의 장남이었던 부소가 진 시황제에게 직언을 올렸는데, 이에 분노한 진 시황제는 몽염을 감시한다는 명목으로 부소를 상군으로 쫓아보냈다. 이후로 몽염은 부소와 함께 지내게 되었다.

### 진 시황제의 죽음과 실각
기원전 210년 7월, 진 시황제가 회계(會稽)와 낭야(琅邪)로 순행을 하던 중에 사구(沙丘) 평대(平臺)에서 병사하였다. 시황제는 죽기 직전에 병이 심해지자 몽의에게는 산천에 가서 기도를 드리라는 명을 내리는 한편, 몽염과 함께 북방의 상군에 있던 장남 부소에게 편지를 써서 "군대는 몽염에게 맡기고, 함양(咸陽)으로 돌아와 나의 영구를 장사지내라."라는 지시를 내렸다. 그러나 시황제는 미처 사자를 보내 편지를 띄우기도 전에 죽고 말았다.
당시 순행에 동참했던 이들 가운데에서 시황제의 죽음을 알고 있었던 이들은 좌승상 이사와 중거부령 조고, 그리고 공자 호해 등 극히 일부에 불과했다. 그 가운데에서도 조고는 과거에 죄를 지었다가 몽염의 동생인 몽의에게 적발당하여 사형에 처해질 위기에 처했으나 시황제의 도움으로 살아남았던 일이 있었기에 몽씨 가문에 원한을 품고 있었다. 조고는 호해를 찾아가서 아직 시황제가 후계자를 정식으로 결정하지 못했다는 점을 밝히며 그로 하여금 부소 대신에 황제의 자리에 오를 것을 부추겼다. 또한 조고는 승상이었던 이사가 몽씨 가문의 위세에 불안을 느끼고 있다는 점을 이용해서 이사를 설득하여 부소 대신에 호해를 황제로 옹립할 것을 권하였다. 결국 호해와 이사는 모두 조고의 꾀임에 넘어가고 말았다.
결국 호해 · 조고 · 이사 등은 시황제의 유언장을 위조하여 부소에게는 불효하다는 이유로, 그리고 몽염에게는 북방을 수호하는 임무를 제대로 수행하지 못했다는 이유로 자살을 명하였다. 사자가 전해준 편지를 본 부소는 곧 방으로 들어가 자살하려 하였는데, 몽염은 이를 납득하지 못하고 자살하려는 부소를 만류하였다. 그러나 부소는 끝내 자살하였고, 몽염은 자살을 거부하였다가 양주(陽周)에 감금당하였다.

### 죽음
이후 호해는 부소가 죽었다는 소식을 듣고 몽염을 용서하려 하였다. 그러나 조고는 몽씨 가문이 다시 권력을 회복할까 두려워서 몽염의 아우였던 몽의가 과거에 시황제가 호해를 태자로 삼으려 했을때에 이를 반대했다고 주장하였다. 이에 호해가 몽의를 대(代)에 감금하였다. 그리고 얼마 후에 호해가 함양에서 시황제의 운구를 장사지내고는 이세황제로 즉위하였다.
호해의 측근이 된 조고는 계속해서 밤낮으로 몽씨 가문을 탄핵하였고, 결국 호해는 조카인 자영의 반대에도 불구하고 몽의를 사형에 처하였으며 그 다음에는 양주로 사자를 보내 그 곳에 감금되어있던 몽염에게 거듭 자살을 명하였다. 몽염은 다시 한번 자신의 억울함을 호소하고는 곧 자살하고 말았다.
몽염은 자살하기 직전에 "내가 하늘에 무슨 죄를 지었기에 잘못 없이 죽어야 하는가?"라 말하였는데, 잠시 후에 다시 말하기를, "이 염(恬, 몽염)의 죄는 죽어 마땅하도다. 임조(臨洮)에서 공사를 일으켜 요동(遼東)에 이르기까지 성을 1만여 리나 쌓았으니 그 땅의 지맥(地脈)이 어찌 끊어지지 않았겠는가? 이것이 곧 이 염(恬, 몽염)의 죄로다."라 하고는 곧 독약을 삼키고 자살하였다.

## 평가
전한 시대의 역사가인 사마천은 《사기》 몽염열전에서 자신이 직접 북쪽 변방에 다녀오는 길에 몽염이 만들었다는 직도(直道)와 장성의 보루를 둘러보았던 일을 언급하곤 "몽염이 백성의 노고를 가볍게 여겼다."고 말하였다. 또한 몽염의 최후에 대해서도 "대저 진나라가 처음에 제후들을 모두 멸하였을때에 천하의 민심이 아직 안정되지 못하였고 상처 입은 사람들은 낫지 못하였다. 몽염은 명장으로서 이 때 강력하게 간하여 백성의 급한 일을 돕고 노인과 고아들을 돌보면서 백성이 평안하게 지낼 수 있게 힘을 쓰지 않고 오히려 (황제의) 뜻에 맞추어 큰 공사를 일으켰으니 그 형제가 죽임을 당한 것도 마땅하지 않겠는가? 어찌 지맥 끊은 죄를 운운한단 말인가?"라 말하며 강력하게 비판하였다.
서진 시대의 정치가인 장화는 《박물지》에서 "몽염이 붓을 만들었다(蒙恬造筆)"라 하였다. 이에 따르면 붓을 발명한 사람은 몽염이라고 할 수 있으나, 이에 대한 명확한 근거는 없다.
그러나 이 구전은 이후로도 전해져서 《천자문》에서는 "몽염은 붓을 만들었고, 채륜은 종이를 만들었다(恬筆倫紙)"라는 구절을 찾아 볼 수 있다.

## 같이 보기
- 만리장성